# Маленька послуга
«Маленька послуга» (рос. «Маленькое одолжение») — молдовський радянський художній фільм 1984 року режисера Бориса Конунова.

## Сюжет
Відомий естрадний співак Валентин Озерников, повернувшись з чергової гастрольної поїздки, задумався над швидкоплинним життям і спробував сформулювати собі моральні критерії подальшого існування...

## У ролях
- Микола Караченцов
- Лія Ахеджакова
- Тетяна Догілєва
- Наталя Сайко
- Людмила Іванова
- Олена Костіна
- Валентина Ананьїна
- Олена Максимова

## Творча група
- Сценарій: Вікторія Токарєва
- Режисер: Борис Конунов
- Оператор: Дмитро Моторний, Олег Діордієнко
- Композитор: Максим Дунаєвський